# Hockey Club Asiago 1985-1986
Questa pagina contiene i dati relativi alla stagione hockeystica 1985-1986 della società di hockey su ghiaccio HC Asiago.

## Campionato
- Piazzamento: 2° in serie A1 (perde la finale scudetto col Merano).

## Roster
Roster incompleto

### Portieri
?

### Difensori
- Gerard Ciarcia
- Riccardo Tessari
- Luigi Finco
- Angelo Catenaro

?

### Attaccanti
- Mario Simioni
- Dale Derkatch
- Santino Pellegrino
- Lucio Topatigh
- Cary Farelli
- Andrea Gios
- Mauro Cera
- Alessandro Rigoni
- Hilton Ruggles

### Allenatore
- Gary Davidson